# Ajahuaska
Ajahuaska (Banisteriopsis) je rod kvetoucích rostlin z čeledi malpígiovité. Existuje okolo 92 druhů tohoto rodu.
Většina z nich pochází z Brazílie, Bolívie, Kolumbie, Ekvádoru a Peru
Zvlášť známým druhem je Banisteriopsis caapi, zdroj ayahuascy.
Některé druhy:
- Banisteriopsis acapulcencis
- Banisteriopsis basifixa
- Banisteriopsis caapi
- Banisteriopsis calcicola
- Banisteriopsis campestris
- Banisteriopsis dugandii
- Banisteriopsis elegans
- Banisteriopsis ferruginea
- Banisteriopsis grandifolia
- Banisteriopsis harleyi
- Banisteriopsis irwinii
- Banisteriopsis krukoffii
- Banisteriopsis lucida
- Banisteriopsis metallicolor
- Banisteriopsis nummifera
- Banisteriopsis pulchra
- Banisteriopsis quitensis
- Banisteriopsis stellaris
- Banisteriopsis valvata
- Banisteriopsis williamsii